# Аддад, Фернанду
Фернанду Аддад (порт. Fernando Haddad; род. 25 января 1963, Сан-Паулу) — бразильский ученый и политик, мэр Сан-Паулу в 2013—2017 годах. Кандидат в президенты Бразилии от Партии трудящихся в 2018 году (заменил бывшего президента Лулу да Силву, чьё выдвижение не было разрешено ЦИК из-за судимости). Соперник Жаира Болсонару во втором туре выборов.
Ливанец по происхождению, православный христианин. Изучал право, экономику и философию в Университете Сан-Паулу.
Работал министром образования с 2005 по 2012 год во времена правления Да Силвы и Русеф.

## Ранние годы
Аддад родился в Сан-Паулу, второй из трех детей продавца Халила Аддада, ливанского иммигранта, и Терезы Хусейн, дочери ливанских иммигрантов. У Аддада две сестры, Приссила и Люсия. Их мать спиритка. Дедушка Аддада Кюри Хабиб Аддад, с которым он не встречался, был священником Восточной Православной Церкви в Ливане. Аддад учился в средней школе в Колегио-Бандейрантисе, в 1981 году поступил на юридический факультет Университета Сан-Паулу.

## Карьера
Аддад имеет степень магистра экономики и доктора философии Университета Сан-Паулу. Начинал карьеру как инвестиционный аналитик Unibanco, но посвятил большую часть своей карьеры государственной службе. Аддад был консультантом в Fundação Instituto de Pesquisas Econômicas — экономическом научно-исследовательском институте, основанном в Школе экономики, бизнеса и бухгалтерского учета Университета Сан-Паулу, — заместителем начальника департамента финансов и экономического развития муниципалитета Сан-Паулу и специальным советником министерства планирования, бюджета и управления. Он также является профессором кафедры политологии Университета Сан-Паулу.
Аддад занял в правительстве пост министра образования 29 июля 2005 года, после того, как его предшественник Тарсу Женру оставил эту должность и стал председателем Партии трудящихся. В 2007 году Аддад установил основные индексы развития образования (IDEB) для измерения качества государственных начальных и средних школах. и под руководством Аддада в качестве министра, администрация Лулы, реализовала университетом для всех программа (Проун), которая направлена на предоставление стипендий для малообеспеченных студентов, посещающих частные университеты. Министерство также провело несколько реформ в Национальной школе экзамен (ENEM) с тем, чтобы усилить ее использования в колледж. В 2009 году Министерство Хаддад оказался втянутым в полемику после этого год Энем утечка, которая заставила правительство отменить ENEM, запланированные на октябрь.
Во время муниципальных выборов 2012 года Аддад был кандидатом на пост мэра Сан-Паулу. После успешного прохода во второй тур он столкнулся с бывшим мэром Жозе Серра (который получил наибольшее количество голосов в первом туре) и выиграл с 55,57 % голосов. В качестве мэра Аддад реализовал расширение городской сети велосипедных дорожек, обещающее в 2016 году расширить ее с 64,7 км до 400 км. Реакция проекта была поляризована среди жителей Сан-Паулу.
В июне 2013 года его администрация столкнулась с массовыми демонстрациями, когда мэрия Сан-Паулу и правительство штата Сан-Паулу (которая управляет железнодорожной системой и системой метро Сан-Паулу) объявил о поднятии цены на авиабилеты с 3,00 долларов до 3,20 долларов. Выступления 2013 года были самыми массовыми с 1992 года (тогда происходили протесты были против политики бывшего президента Фернанду Колор ди Мелу).
За Аддада отдали свои голоса только 14 % избирателей в июле 2016 года. Это самый низкий показатель для конца мэрского срока со времён Селсу Питты в 2000 году. 2 октября 2016 года Аддад проиграл выборы кандидату от Бразильской социал-демократической партии Жуан Дория, получив только 17 % голосов. Он покинул свой пост 1 января 2017 года.

## Президентские выборы 2018
Аддад был объявлен Лулой да Силва кандидатом в вице-президенты на президентских выборах в августе 2018 года. Однако Верховный избирательный суд 31 августа постановил, что бывший президент не имеет права избираться, поскольку его кандидатура не подходит под избирательный закон, который запрещает людям, осуждённым по апелляционной жалобе, баллотироваться на государственные должности; Лула был арестован в апреле после того, как его приговор за коррупцию был оставлен в силе федеральным судом четвертого региона. 11 сентября 2018 года Аддад был представлен партией трудящихся в качестве замены Луле вместе с кандидатом в вице-президенты от Коммунистической партии Бразилии (союзная ПТ сила), депутатом парламента Мануэлой д’Авила.
Аддад занял второе место в первом туре выборов с 29 % голосов, в то время как у основного оппонента Жаира Болсонару было 46 %. Во втором туре выборов проиграл Болсонару, получив 47 миллионов (44,9 %) голосов.